# Брусенец
Брусенец — деревня в Нюксенском районе Вологодской области.
Входит в состав Городищенского сельского поселения (с 1 января 2006 года по 8 апреля 2009 года была центром Брусенского сельского поселения), с точки зрения административно-территориального деления — центр Брусенского сельсовета.
Расстояние до районного центра Нюксеницы по автодороге — 68 км, до центра муниципального образования Городищны по прямой — 22 км. Ближайшие населённые пункты — Монастыриха, Хохлово, Пустыня.
По переписи 2002 года население — 129 человек (61 мужчина, 68 женщин). Всё население — русские.